# روزنامه فارس (فرصت‌الدوله)
فارس نام یکی از مطبوعات استان فارس در دوران قاجاریه است.
این روزنامه از سال ۱۳۳۱ هـ.ق به وسیله فضل‌الله بنان و فرصت‌الدوله شیرازی، در شیراز به چاپ رسیده است.